# Günther Rienäcker
Günther Friedrich Wilhelm Rienäcker (Bremen, 13 de mayo de 1904-Berlín, 13 de junio de 1989) fue un químico alemán. Fue conocido por sus investigaciones sobre catalizadores heterogéneos. Fue secretario general de la Academia de las Ciencias de la RDA y funcionario del Partido Socialista Unificado de Alemania (SED).

## Vida y obra científica
Hijo de un maestro, nació y se crio en Bremen. Después de aprobar su abitur estudió química en la Universidad de Múnich, donde se doctoró en 1926. Entre 1926 y 1936 fue asistente en el Institut für Physikalische Chemie y en el Chemischen Institut de la Universidad de Friburgo, donde en 1936 se habilitó. Después de un breve periodo docente fue nombrado profesor excepcional de química inorgánica y tecnología de la Universidad de Gotinga. Entre 1942 y 1954 fue profesor de química inorgánica y dirigió la facultad de química de la Universidad de Rostock, donde fue decano en 1945. Después de la reapertura en febrero de 1946 fue rector hasta 1948, e influyó significativamente en su reconstrucción después del nazismo. Fundó en 1952 junto a Wolfgang Langenbeck el Institut für Katalyseforschung en Rostock (hoy Leibniz-Institut für Katalyse), del que fue director hasta 1959. En 1954 accedió a una cátedra de química inorgánica en la Universidad Humboldt de Berlín, después de ser un químico conocido mundialmente por sus investigaciones con catalizadores heterogéneos. Allí dirigió la facultad de química y después el Institut für Anorganische Katalyseforschung. En 1953 se hizo miembro de la Academia de las Ciencias de la RDA, y entre 1957 y 1963 fue su secretario general. Desde 1966 fue miembro extranjero de la Academia de Ciencias de la URSS. Desde 1969 fue profesor emérito. Su hijo es el estudioso de la música Gerd Rienäcker.

## Actividad política
En 1945 ingresó en el Partido Socialdemócrata de Alemania, y a partir de su unión con el Partido Comunista de Alemania en la Zona de Ocupación Soviética de Alemania en 1946 fue miembro del SED. En 1946 fue concejal en Rostock y miembro del parlamento del Estado federado de Mecklemburgo-Pomerania Occidental. En 1949 y 1950 fue senador provisional de la Cámara Popular. Entre 1953 y 1959 fue presidente de la Zentralvorstands der Gewerkschaft Wissenschaft, y entre 1955 y 1959 miembro de la comisión ejecutiva federal de la Federación Alemana de Sindicatos Libres. Entre 1958 y 1963 fue miembro del Comité Central del SED. En 1971 fue presidente de la comisión de trabajo de la RDA de la UNESCO.

## Reconocimientos
En 1955 recibió el Premio Nacional de la RDA. En 1965 recibió la Vaterländischer Verdienstorden de oro, y en 1984 el broche de honor de esa orden. En 1967 se le entregó la medalla Clemens Winkler de la Sociedad Química de la RDA, y en 1969 fue nombrado Hervorragender Wissenschaftler des Volkes. En 1974 recibió la orden Karl Marx, y fue nombrado doctor honoris causa por la Technische Hochschule Leuna-Merseburg.